# Такаясу, Микито

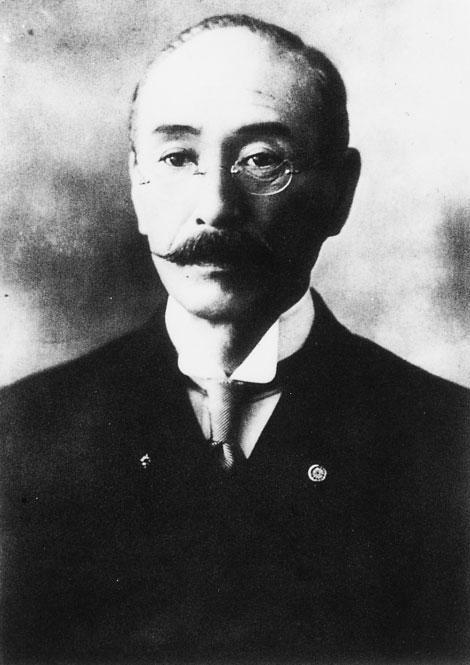
Микито Такаясу.

Микито Такаясу (яп. 高安 右人, 4 сентября 1860 — 20 ноября 1938) — японский офтальмолог, открывший синдром Такаясу.
Окончив Токийский университет в 1887 году, Такаясу работал в медицинской школе университета Канадзава. Был председателем Медицинского Университета Канадзава. После переезда в Беппу, Кюсю, умер в ноябре 1938 года.